# Shelbourne FC
Shelbourne FC är en fotbollsklubb från Dublin i Irland. De spelar sina matcher i rött och vitt. Shelbourne FC grundades 1895 och har spelat i League of Ireland First Division från 2014.

## Meriter
- Premier Division: 14 (1926, 1929, 1931, 1944, 1947, 1953, 1962, 1992, 2000, 2002, 2003, 2004, 2006, 2024)[1]
- Cupmästare: 7 (1939, 1960, 1963, 1993, 1996, 1997, 2000)[2]

## Placering tidigare säsonger
| Säsong  | Nivå | Liga             | Placering | Referens | Kommentar                             |
| ------- | ---- | ---------------- | --------- | -------- | ------------------------------------- |
| 1999/20 | 1    | Premier Division | 1         | [ 3 ]    | Cupmästare 1999/2000                  |
| 2000/01 | 1    | Premier Division | 2         | [ 5 ]    |                                       |
| 2001/02 | 1    | Premier Division | 1         | [ 6 ]    |                                       |
| 2002/03 | 1    | Premier Division | 2         | [ 7 ]    |                                       |
| 2003    | 1    | Premier Division | 1         | [ 8 ]    |                                       |
| 2004    | 1    | Premier Division | 1         | [ 9 ]    |                                       |
| 2005    | 1    | Premier Division | 3         | [ 10 ]   |                                       |
| 2006    | 1    | Premier Division | 1         | [ 11 ]   | Nedflyttad till First Division 2007   |
| 2007    | 2    | First Division   | 5         | [ 12 ]   |                                       |
| 2008    | 2    | First Division   | 2         | [ 13 ]   |                                       |
| 2009    | 2    | First Division   | 2         | [ 14 ]   |                                       |
| 2010    | 2    | First Division   | 4         | [ 15 ]   |                                       |
| 2011    | 2    | First Division   | 2         | [ 16 ]   | Uppflyttad till Premier Division 2012 |
| 2012    | 1    | Premier Division | 8         | [ 17 ]   |                                       |
| 2013    | 1    | Premier Division | 12        | [ 18 ]   | Nedflyttad till First Division 2014   |
| 2014    | 2    | First Division   | 2         | [ 19 ]   |                                       |
| 2015    | 2    | First Division   | 4         | [ 20 ]   |                                       |
| 2016    | 2    | First Division   | 6         | [ 21 ]   |                                       |
| 2017    | 2    | First Division   | 4         | [ 22 ]   |                                       |
| 2018    | 2    | First Division   | 3         | [ 23 ]   |                                       |
| 2019    | 2    | First Division   | 1         | [ 24 ]   | Uppflyttad till Premier Division 2020 |
| 2020    | 1    | Premier Division | 9*        | [ 25 ]   | Pandemin                              |
| 2021    | 2    | First Division   | 1         | [ 26 ]   | Uppflyttad till Premier Division 2022 |
| 2022    | 1    | Premier Division | 7         | [ 27 ]   |                                       |
| 2023    | 1    | Premier Division | 4         | [ 28 ]   |                                       |
| 2024    | 1    | Premier Division | 1         | [ 29 ]   |                                       |

## Trupp 2022
Uppdaterad: 21 april 2022
| Nr | Land                | Pos | Namn             |
| -- | ------------------- | --- | ---------------- |
| 1  | Irland              | MV  | Brendan Clarke   |
| 2  | Irland              | F   | John Ross Wilson |
| 3  | Irland              | F   | Conor Kane       |
| 4  | Irland              | F   | Aaron O'Driscoll |
| 5  | Irland              | F   | Shane Griffin    |
| 6  | Irland              | MF  | JJ Lunney        |
| 7  | Irland              | MF  | Brian McManus    |
| 8  | Irland              | MF  | Mark Coyle       |
| 9  | Irland              | A   | Seán Boyd        |
| 10 | Irland              | MF  | Jack Moylan      |
| 11 | Wales               | MF  | Dan Hawkins      |
| 12 | Irland              | MF  | Jad Hakiki       |
| 14 | Trinidad och Tobago | A   | Daniel Carr      |

| Nr  | Land        | Pos | Namn                                   |
| --- | ----------- | --- | -------------------------------------- |
| 15  | Nya Zeeland | F   | Adam Thomas                            |
| 16  | Irland      | MF  | Aodh Dervin                            |
| 17  | Irland      | MF  | Shane Farrell                          |
| 19  | Norge       | A   | Stanley Anaebonam                      |
| 20  | Irland      | MF  | Kyle O'Connor                          |
| 21  | Irland      | MF  | Gavin Molloy                           |
| 22  | Irland      | MF  | Jordan McEneff (lån från Arsenal U23s) |
| 23  | Irland      | F   | Luke Byrne                             |
| 24  | Irland      | F   | David Toure                            |
| 25  | Wales       | MV  | Lewis Webb (lån från Swansea City)     |
| 32  | Irland      | F   | Kameron Ledwidge                       |
| 60  | Irland      | MV  | Colm Cox                               |
| TBA | Irland      | A   | Sean McSweeney                         |